# George F. Smoot
George Fitzgerald Smoot, född 20 februari 1945 i Yukon, Florida, är en amerikansk fysiker, som tilldelades Nobelpriset i fysik 2006 tillsammans med John C. Mather "för upptäckten av den kosmiska bakgrundsstrålningens svartkroppsform och anisotropi".

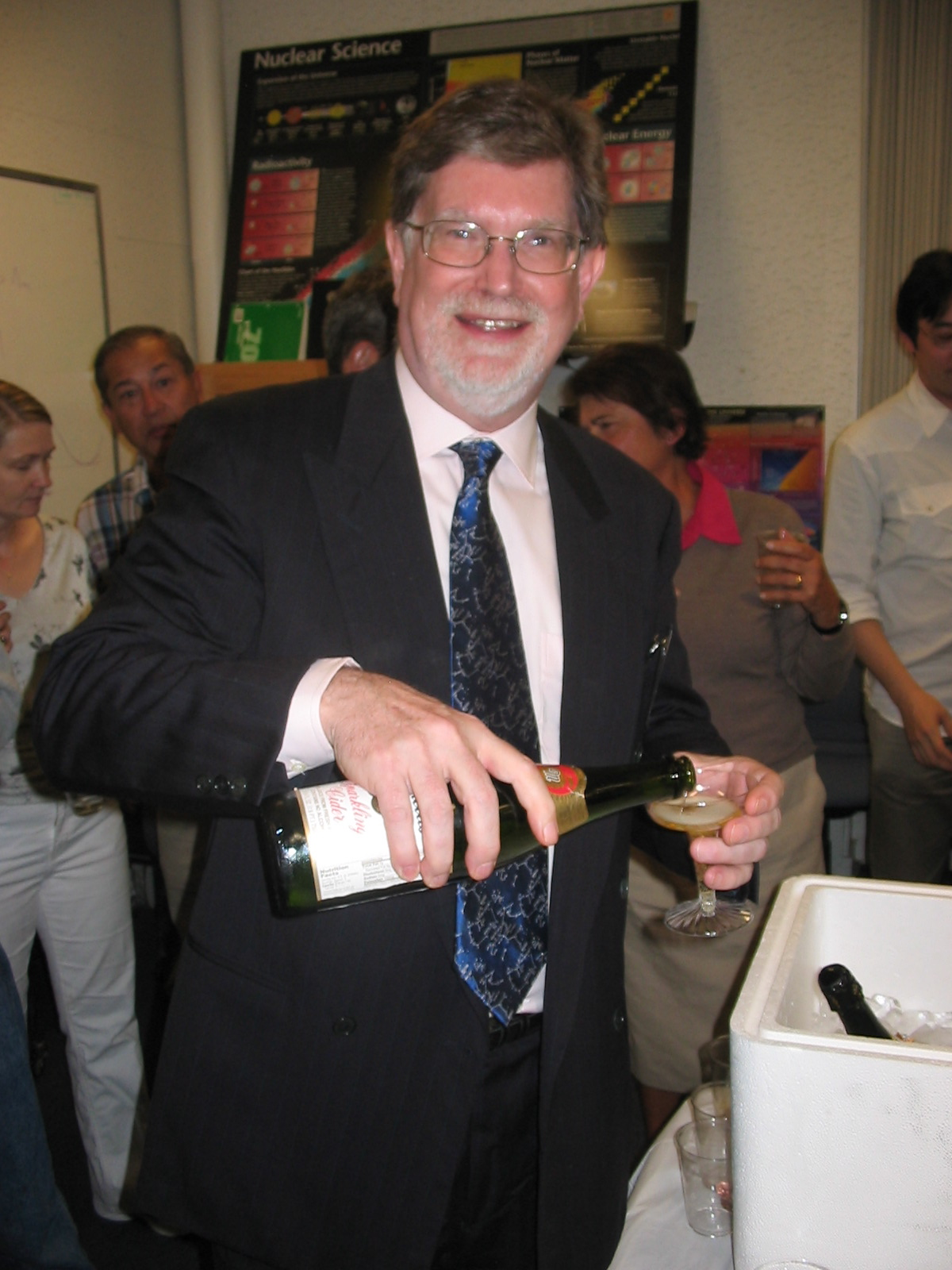
George Smoot firar Nobelpriset på Lawrence Berkeley Lab.

Smoot tog sin grundexamen i matematik och fysik vid Massachusetts Institute of Technology 1966 och doktorerade där 1970. Han är verksam vid University of California, Berkeley och vid Lawrence Berkeley National Laboratory i Berkeley i USA. Sedan 1974 var Smoot knuten till arbetet med NASAs COBE-satellit och utförde tillsammans med Mather, Ned Wright och ett stort forskarlag noggranna mätningar med COBE-satelliten, vilka visade dels på variationer i den kosmiska bakgrundsstrålningen dels att denna strålar som en svart kropp. Smoot ledde den del av forskarlaget som gjorde den epokgörande upptäckten av anisotropin. Dessa resultat gav starkt stöd för hur strukturer uppkommit i universum.
Smoot har utöver sina framgångar inom sin forskning även deltagit i det amerikanska underhållningsprogrammet "Are You Smarter Than a 5th Grader?", där han vann 1 miljon U.S. dollar genom att svara rätt på alla frågorna.
Deltog, som sig själv, i "The Big Bang Theory" säsong 2, 2009.

## Publikationer

### Populära framställningar
- George Smoot & Keay Davidson: Krusningar i Tiden, FORUM (1994). ISBN 91-37-10461-6.